# Sphex gilberti
Sphex gilberti är en biart som beskrevs av Rowland Edwards Turner 1908.
Sphex gilberti ingår i släktet Sphex och familjen grävsteklar. Inga underarter finns listade i Catalogue of Life.